# Мария (королева Сицилии)
Мария Сицилийская (итал. Maria di Sicilia, 2 июня 1363 — 25 мая 1401) — королева Сицилии и герцогиня Афинская с 1377 года, дочь короля Федериго III от его первого брака (с Констанцией Арагонской).
Когда в 1377 году умер её отец, она была ещё очень молодой, и в правительстве стали всем заправлять четыре баронских семейства, называвших себя «наместниками». Артале Алагоне, которого Федериго III назначил регентом при малолетней дочери, пришлось балансировать между «арагонской» и «латинской» фракциями.
В 1379 году Марию похитил Гульельмо Раймондо Монкада, чтобы не дать ей выйти замуж за Джангалеаццо Висконти, и два года держал её в Ликате; это было совершено с одобрения Педро IV. В 1382 году арагонский флот вывез Марию на Сардинию, а в 1384 — в Арагон, где она вышла замуж за внука Педро IV — Мартина.
В 1392 году Мартин и Мария прибыли на Сицилию с войсками и успешно подавили баронскую оппозицию. Они правили вместе до смерти Марии в 1401 году. 
После этого Мартин отверг договор 1372 года (по которому Сицилия безоговорочно закреплялась за потомками Федериго II) и стал править страной сам, в одиночку. Педро — сын Мартина и Марии — умер во младенчестве в 1400 году, и это создало проблемы для Мартина, ибо он правил Сицилией потому, что право на это имела его жена. В соответствии с последней волей Федериго III, в случае, если у Марии не остаётся законного наследника, наследником назначался его незаконный сын Гульельмо Арагонский, граф Мальты. Гульельмо умер в 1380 году, а его дочь Джованна Арагонская вышла замуж за сицилийского дворянина Пьетро ди Джоени. Джованна не стала предъявлять права на престол, и Мартин стал законным королём.